# Schwedische Badmintonmeisterschaft 1947
Die Schwedische Badmintonmeisterschaft 1947 fand in Göteborg statt. Es war die elfte Austragung der nationalen Titelkämpfe im Badminton in Schweden.

## Titelträger
| Disziplin    | Sieger                                   |
| ------------ | ---------------------------------------- |
| Herreneinzel | Helge Paulsen Malmö BK                   |
| Dameneinzel  | Carin Stridbäck Fjäderbollen             |
| Herrendoppel | Nils Jonson Lars Carlsson AIK            |
| Damendoppel  | Thyra Hedvall Märtha Sköld SBK           |
| Mixed        | Nils Jonson Signe Håkansson AIK BMK Aura |